# سرفاك
سرفاك (بالغة السيريلية الصربية: Церовац) هي قرية في بلدية تريبينيي، في جمهورية صرب البوسنة، الواقعة في البوسنة والهرسك.